# Таз (казахский род)
Таз (каз. таз) — казахский род, являющийся одним из двенадцати подразделений тюркского племени байулы в составе алшынов. Род делится на три подрода: шарга, абдал, жастабан.

## История
Название рода в форме тазлар впервые упоминается вместе с родом телеу (тиляу, тлеу) М. Тевкелевым в XVIII в. Тазлары входят также в состав башкир. Как считают В. В. Востров и М. С. Муканов, прежде они обитали в составе племён и родов на территории современного Казахстана и лишь какая-то часть их ушла к башкирам. Согласно Р. Г. Кузееву, в Башкирию и Приуралье предки тазов мигрировали, вероятно, в составе табынской группы в конце XIII—XIV в.
Родоплеменные образования таз (тac) также имеются в составе казахов Старшего жуза (роды тастар-аргын, тас-коян), североалтайских кумандинцев (сеок тac), киргизов (род тазлар племени сарыбагыш), узбеков (род тас-катаган; род таз племени мангыт в Зеравшане), туркменов (тазы, или дазы, в составе йомудов) и ногайцев (род таз).
Л. П. Потапов высказал предположение об этнической близости тастаров (тазларов) и телеутов. Основание к этому дает упоминание в «Сокровенном сказании» рода тac рядом с телесами в списке «лесных народов», подчинившихся монголам. Местом обитания тазларов был в то время, по определению Л. П. Потапова, район Саяно-Алтайского нагорья.

### Подроды
Род таз имеет в своём составе три подрода: абдал, чарги (шарга, сарга), жастабан. В. В. Востров и М. С. Муканов название абдал возводят к IV—V вв., т. е. к эпохе эфталов (эфталитов), в названии которых А. Ю. Якубовский видит предков туркменских абдалов. По предположениям Вострова и Муканова, абдалы в составе казахов и туркмен могут быть остатками когда-то крупного племени эфталитов.
Туркменские абдалы в XVIII—XIX вв. жили на Мангышлаке. Возможно, в этот период группа туркмен из рода абдал присоединилась к казахскому роду таз. Род абдал также есть у узбеков-локайцев.

### Этнические связи с алчи-татарами
Существует мнение согласно которому, история рода таз началась после периода монгольских завоеваний. Происхождение рода таз часто освещают в рамках их родственных связей с другими родами из племенного объединения алшын, история которого, согласно ряду источников, связана с племенем алчи-татар.
Таз — один из родов в составе племенного объединения байулы. Байулы наряду с алимулы представляют собой одно из двух крупных родоплеменных групп в составе алшынов. Рядом авторов аргументирована точка зрения о тождестве алшынов и алчи-татар, живших в Монголии до XIII в. Согласно шежире, приводимому Ж. М. Сабитовым, все алшынские роды в составе байулы и алимулы происходят от Алау из племени алшын, жившего в XIV в. во времена Золотоордынского хана Джанибека.

### Тамга и клич
Тамговый знак рода — . Боевой клич — Бакай.

## Гаплогруппа
Судя по гаплогруппе C2-M48, выявленной в том числе и у таз, прямой предок алшынов по мужской линии происходит родом из Восточной Азии (близка калмыкам и найманам рода сарыжомарт), но не является близким нирун-монголам (субклад С2-starcluster). Генетически племенам алимулы и байулы из народов Центральной Азии наиболее близки баяты, проживающие в аймаке Увс на северо-западе Монголии.

## Шежире
Роды в составе племенного объединения алшын, согласно шежире, происходят от Алау.
В XIV в. самым известным алшыном являлся Алау. Судя по историческим данным, он жил в эпоху Золотоордынского хана Джанибека. Алау участвовал в событиях, связанных с дочерью Джанибека и Аметом, сыном Исы из рода Уйсун. Его сына звали Кыдуар тентек (разбойник, хулиган Кыдуар).
Согласно одному варианту шежире, Кыдуар имел двух сыновей Кайырбай (Каракесек) и Кыдырбай (Байлы).
У Кайырбая было три сына Байсары (Кете), Алим, Шомен. От Байсары происходят Бозаншар (родоначальник кланов Каракете и Ожрайкете), от Алима происходят 6 сыновей Жаманак (родоначальник клана Шекты), Карамашак (родоначальник клана Торткара), Уланак (родоначальник клана Каракесек), Айнык и Тегенболат (родоначальники клана Карасакал), Тойкожа (родоначальник клана Аккете). От Шомена три сына Шомекей и Дойт, Тумен (Туменкожа). Шомекей — родоначальник одноимённого клана. Туменкожа — родоначальник кланов Сарыкете и Кулыскете.
У Кыдырбая было 12 сыновей: Кадырсиык (родоначальник клана Шеркеш), Баксиык (родоначальник клана Ысык), Султансиык (родоначальник кланов Кызылкурт, Алаша, Маскар, Тана, Байбакты), Таз (родоначальник одноимённого клана), Адай (родоначальник одноимённого клана), Бериш (родоначальник одноимённого клана), Есентемир (родоначальник одноимённого клана), Жаппас (родоначальник одноимённого клана), Алтын (родоначальник одноимённого клана), Ебейты, Ногайты, Мадияр (потомства не оставили).

## География расселения
Живут преимущественно в Мангистауской, Атырауской и Актюбинской областях.

## Численность
До революции 1917 года численность населения рода составлял 20 тысяч человек.

## Подразделения
Согласно родословной род Таз традиционно делится на три группы Абдал, Жастабан и Шарга. Согласно другим источникам родословной известно, что у Таза был сын Ес, у Еса были сыновья Абай и Кабай. У Абая в свою очередь были сыновья Жастабан и Шарга, а у Кабая — Абдал. От Жастабана родились Байсары, Суйирбас и Тилес. От Шарги родились Аксерке, Жаксыбай, Жолым, Асан, Сырлыбай, Кунбас, Жиен и Жантай. От Абдала Шоктыгул и Кулай, от них родились Отес, Жапак, Мамбеткул, Кошей, Келдибай және Кишкене (Турымбет).

## Личности
- Торемурат Тайлыбекұлы[11]
- Өтен Ақтоғайұлы[12]
- Нарынбай Шаңдыұлы
- Қашқынбай Қожамбетұлы[13]
- Тазекенова, Валентина Николаевна
- Дуйсеке Данлыкулы